# Colmar-Berg
Pour les articles homonymes, voir Colmar et Berg.
Colmar-Berg (anciennement Berg ; en luxembourgeois : Colmer-Bierg) est une localité luxembourgeoise et le chef-lieu de la commune portant le même nom située dans le canton de Mersch.

## Géographie

### Localisation
La localité de Colmar-Berg est située à vingt kilomètres au nord de la capitale luxembourgeoise, près de l'endroit où l'Attert se jette dans l'Alzette, « rivière nationale » et affluent de la Sûre.
Elle est proche des villes connues de Mersch, Bissen et Ettelbruck.

### Localités voisines
Les villes et villages voisins de Colmar-Berg sont :
- Bissen
- Welsdorf
- Roost (commune Colmar-Berg et Mersch)
- Mertzig
- Vichten
- Biirteng
- Grentzingen

### Communes limitrophes
| Ettelbruck Mertzig Vichten | Schieren    | Schieren |
| Bissen                     | Colmar-Berg | Nommern  |
| Bissen                     | Bissen      | Mersch   |

## Histoire
Le 25 mars 1991, la commune appelée Berg prend le nom Colmar-Berg.

## Politique et administration

### Jumelages
Colmar-Berg est jumelée avec :
- Weilbourg (Allemagne) depuis 2004, ville de Hesse[4]

### Associations
Associations de la commune :
- Service d’Incendie de la commune de Colmar-Berg ;
- Football ASC ;
- Société gymnastique Alouette/Nordstad Turnverein ;
- Chorale St. Cécile ;
- Harmonie Grand-Ducale Orania ;
- Tennis Club ;
- Scouts “ Hirsch ” ;
- Syndicat d’Initiative ;
- Seniorenclub 2006 asbl Colmar-Berg ;
- Indiaca ;
- Action Catholique des Femmes du Luxembourg ;
- Frënn vum Velo Colmar-Berg ;
- Club des Jeunes ;
- Goodyear Photoclub Colmar-Bierg ;
- Croix-Rouge ;
- Goodyear Fescherclub.

## Population et société

### Démographie
L'évolution du nombre d'habitants est connue à travers les recensements de la population effectués dans le pays depuis 1821. Les recensements décennaux de la population permettent de caler les chiffres sur la composition de la population par sexe, âge, nationalité et commune de résidence. Entre deux recensements, la population au 1er janvier de l’année {\displaystyle x} est évaluée en ajoutant à la population au 1er janvier de l’année {\displaystyle x-1} les soldes naturel (naissances {\displaystyle -} décès) et migratoire (arrivées {\displaystyle -} départs) de l'année. La même méthode est appliquée pour la répartition par âge au 1er janvier et les effectifs totaux par nationalité. Depuis le 1er septembre 2023, le Luxembourg dénombre 100 communes.
Au 1er janvier 2024, la commune comptait 2 429 habitants.
| 1821 | 1851 | 1871 | 1880 | 1890 | 1900 | 1910 | 1922 | 1930 |
| ---- | ---- | ---- | ---- | ---- | ---- | ---- | ---- | ---- |
| 458  | 578  | 673  | 621  | 638  | 678  | 644  | 648  | 641  |

| 1935 | 1947 | 1960 | 1970 | 1978  | 1979  | 1981  | 1983  | 1984  |
| ---- | ---- | ---- | ---- | ----- | ----- | ----- | ----- | ----- |
| 608  | 572  | 680  | 935  | 1 147 | 1 172 | 1 176 | 1 180 | 1 220 |

| 1985  | 1986  | 1987  | 1988  | 1989  | 1990  | 1991  | 1992  | 1993  |
| ----- | ----- | ----- | ----- | ----- | ----- | ----- | ----- | ----- |
| 1 240 | 1 250 | 1 260 | 1 257 | 1 304 | 1 332 | 1 385 | 1 413 | 1 453 |

| 1994  | 1995  | 1996  | 1997  | 1998  | 1999  | 2000  | 2001  | 2002  |
| ----- | ----- | ----- | ----- | ----- | ----- | ----- | ----- | ----- |
| 1 470 | 1 539 | 1 571 | 1 598 | 1 615 | 1 630 | 1 648 | 1 711 | 1 803 |

| 2003  | 2004  | 2005  | 2006  | 2007  | 2008  | 2009  | 2010  | 2011  |
| ----- | ----- | ----- | ----- | ----- | ----- | ----- | ----- | ----- |
| 1 823 | 1 846 | 1 880 | 1 853 | 1 883 | 1 856 | 1 888 | 1 948 | 1 919 |

| 2012  | 2013  | 2014  | 2015  | 2016  | 2017  | 2018  | 2019  | 2020  |
| ----- | ----- | ----- | ----- | ----- | ----- | ----- | ----- | ----- |
| 1 991 | 2 006 | 2 065 | 2 108 | 2 115 | 2 175 | 2 218 | 2 187 | 2 192 |

| 2021  | 2022  | 2023  | 2024  | - | - | - | - | - |
| ----- | ----- | ----- | ----- | - | - | - | - | - |
| 2 238 | 2 269 | 2 336 | 2 429 | - | - | - | - | - |

Le graphique qui aurait dû être présenté ici ne peut pas être affiché car il utilise l'ancienne extension Graph, désactivée pour des questions de sécurité. Des indications pour créer un nouveau graphique avec la nouvelle extension Chart sont disponibles ici.

## Économie
L'usine de fabrication de pneumatiques Goodyear et sa piste d'essai emploie plus de 3 000 salariés et est l'une des plus importantes entreprises du Luxembourg. La commune fait partie de la Nordstad.

## Culture locale et patrimoine

### Lieux et monuments
La localité est connue pour son château qui est mis par l'État à la disposition de la famille grand-ducale et qui a vu naître plusieurs de ses membres. Actuellement[Quand ?], ce sont le grand-duc Henri, la grande-duchesse Maria-Teresa et leurs cinq enfants qui y habitent.
Les origines du château remontent au Moyen Âge. Au XIXe siècle, il devient la propriété de la famille royale des Pays-Bas qui régnait à l'époque également sur le Grand-Duché. Lors du changement de dynastie en 1890 (fin de l'union personnelle avec le royaume des Pays-Bas), le domaine est acquis par le nouveau grand-duc Adolphe de la branche des Nassau-Weilbourg. D'importants travaux y sont effectués au début du XXe siècle. En 1934, le château revient à l'État luxembourgeois qui en fait le lieu de résidence attitré du souverain, tandis que le palais grand-ducal de Luxembourg, également propriété de l'État, est réservé aux réceptions officielles. C'est pour cette raison qu'après leur abdication, en octobre 2000, le grand-duc Jean et la grande-duchesse Joséphine-Charlotte ont laissé le château de Colmar-Berg à leurs successeurs et se sont retirés dans le beau, mais plus modeste château de Fischbach, où après le décès de S.A.R. la Grande-Duchesse Joséphine-Charlotte en janvier 2005, S.A.R. le Grand-Duc Jean y vivra seul jusqu'à son décès en avril 2019.
En 1941 l'occupant a créé ici la première école d'élite national-socialiste pour filles, une Napola (Nationalpolitische Erziehungsanstalt).

### Héraldique, logotype et devise
| Blason de Colmar-Berg | Blason  | D'argent à l'aigle de sable accompagnée en chef, aux flancs et en pointe de cinq trèfles de sinople posés 2-2-1 ; au chef d'azur chargé d'une couronne grand-ducale d'or. |
| Blason de Colmar-Berg | Détails | Armoiries de la commune luxembourgeoise de Colmar-Berg. |